# Duplachionaspis exalbida
Duplachionaspis exalbida är en insektsart som först beskrevs av Cockerell 1902.  Duplachionaspis exalbida ingår i släktet Duplachionaspis och familjen pansarsköldlöss. Inga underarter finns listade i Catalogue of Life.